# Hanska
Hanska es una ciudad ubicada en el condado de Brown en el estado estadounidense de Minnesota. En el Censo de 2010 tenía una población de 402 habitantes y una densidad poblacional de 638,74 personas por km².

## Geografía
Hanska se encuentra ubicada en las coordenadas 44°8′56″N 94°29′40″O / 44.14889, -94.49444. Según la Oficina del Censo de los Estados Unidos, Hanska tiene una superficie total de 0.63 km², de la cual 0.63 km² corresponden a tierra firme y (0%) 0 km² es agua.

## Demografía
Según el censo de 2010, había 402 personas residiendo en Hanska. La densidad de población era de 638,74 hab./km². De los 402 habitantes, Hanska estaba compuesto por el 99.5% blancos, el 0.25% eran afroamericanos, el 0% eran amerindios, el 0.25% eran asiáticos, el 0% eran isleños del Pacífico, el 0% eran de otras razas y el 0% pertenecían a dos o más razas. Del total de la población el 0.5% eran hispanos o latinos de cualquier raza.